# Skutulsfjörður
Skutulsfjörður – fiord w północno-zachodniej Islandii, w regionie Fiordów Zachodnich, jeden z bocznych fiordów na południowym brzegu fiordu Ísafjarðardjúp. Na wschód od niego leży fiord Álftafjörður. Wchodzi w głąb lądu na około 7 km, a szerokość u wejścia wynosi około 3 km. Masywy górskie po obu stronach zatoki przekraczają wysokość 700 m n.p.m.. 
W środkowej części fiordu, z jego zachodniego wybrzeża wychodzi niewielki półwysep, na którym położone jest miasto Ísafjörður. Jego zabudowa rozwija się również na południowym krańcu zatoki. Natomiast na południowo-wschodnim wybrzeżu fiordu zlokalizowany jest port lotniczy Ísafjörður. Wzdłuż obu brzegów fiordu biegnie droga nr 61.